# Paweł z Radzanowa
Paweł z  Radzanowa, chorąży płocki był  pierwszym odnotowanym w dokumentach  prominentnym przedstawicielem rodu Radzanowskich (herbu  Prawdzic), którego gniazdem rodzinnym była miejscowość  Radzanów (obecnie wieś gminna w pow. mławskim, na Mazowszu). 
Pierwsza  wzmianka o ww. pochodzi z 10 czerwca 1380 i związana jest z następującymi zdarzeniami: 2 stycznia 1380 r. wojewoda czerski Jan Pilik herbu Rogala oraz Paweł z Trębek otrzymali w Barcelonie, z rąk króla Piotra IV, glejty umożliwiające bezpieczny przejazd przez Aragonię, w drodze do sanktuarium w Santiago de Compostela. Nie wiadomo, czy wymieniony Jan nie dotarł wówczas do Composteli, czy też postanowił przebyć tę drogę raz jeszcze, w każdym razie 10 czerwca ww. roku ponownie otrzymał glejt na swobodną podróż do przedmiotowego  sanktuarium. Tym razem jego towarzyszem był jednak już inny Mazowszanin, mianowicie Paweł z Radzanowa herbu Prawdzic. Pobożna peregrynacja mazowieckich rycerzy musiała prowadzić przez Węgry, gdyż w królewskim dokumencie nazwano ich pielgrzymami węgierskimi.
Po raz drugi Paweł z Radzanowa, który  w 1403 był właścicielem wsi Hulwow (obecnie ww. wieś nosi nazwę Ulhówek, jest siedzibą urzędu gminy położonej w południowo-wschodniej części powiatu tomaszowskiego, na granicy z Ukrainą), figuruje wśród trzech innych fundatorów  kościoła w  tej miejscowości.